# دجوردجيفو
دجوردجيفو (Ђурђево) هي مدينة في محافظة جابالي في مقاطعة جنوب باتشكا في إقليم الحكم الذاتي فويفودينا في صربيا.
يبلغ عدد سكانها حوالي 5475 نسمة.

## أعلام
- سيلفستر تاكاك